# Rã-ágil
A rã-ágil (Rana dalmatina) é um anfíbio anuro da família da rãs verdadeiras que pesa 0,6 kg. Sua vocalização é parecida com a da Rana arvalis.